# Ehrhardt Friedrich Wunderlich

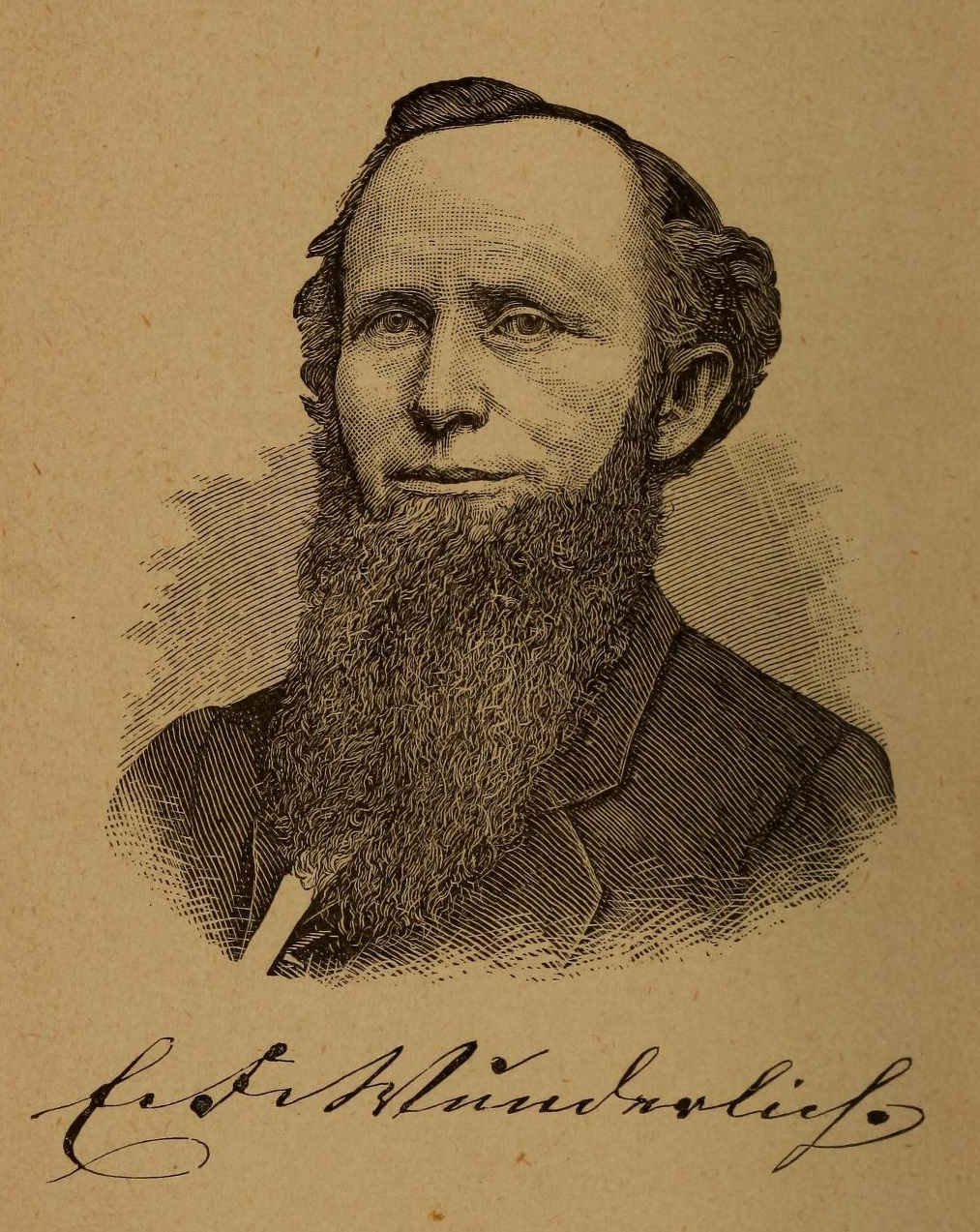
Ehrhardt Friedrich Wunderlich

Ehrhardt Friedrich Wunderlich (* 2. Februar 1830 in Rüßdorf, Thüringen; † 5. Februar 1895 in Pittsburgh) war ein deutscher methodistischer Missionar und Liederdichter.

## Leben
Wunderlich ging 1849 in die Vereinigten Staaten, wo er sich unter dem Einfluss seines Onkels zum Methodismus bekehrte. 1850 kehrte er zurück und begann in seiner Heimatregion, methodistische Gemeinden aufzubauen, wobei er auf heftigen Widerstand der kirchlichen und staatlichen Obrigkeiten stieß und mehrfach inhaftiert wurde. 1853 wurde er aufgrund dieses Drucks von seiner Kirche wieder nach Amerika entsandt. Über seine Erfahrungen berichtete er in dem Buch Glaubenskampf, oder Freud’ und Leid eines Missionars in Deutschland, das in Cincinnati erschien.
Er verfasste mehrere geistliche Lieder. Seine deutsche Nachdichtung von Nearer, my God, to Thee fand weite Verbreitung.
Eine Passagierliste der Deutschen Auswanderer-Datenbank (DAD) belegt die Ausreise nach Cincinnati von Erhard und Amalie Wunderlich im Jahr 1853.

## Veröffentlichungen (Auswahl)
- Glaubenskampf, oder Freud’ und Leid eines Missionars in Deutschland. Cincinnati, 3. Auflage 1882 (Digitalisat)